# Sociedade Culto às Letras
A Sociedade Científica e Literária Culto às Letras foi uma agremiação cultural brasileira, ativa em Porto Alegre.
Foi fundada em 19 de setembro de 1880 no âmbito da Escola Militar de Porto Alegre, por alunos e oficiais da escola. Sua sessão solene de instalação ocorreu no clube Soirée Porto Alegrense e contou com as maiores autoridades da província, incluindo o presidente, o comandante do Exército e oficiais superiores, o promotor público, o chefe de polícia, membros do Tribunal da Relação, vereadores, além de representantes de várias associações culturais ou sociais de relevo, como o Partenon Literário, as sociedades José de Alencar, Emancipadora Rio-Grandense e outras, além de grande número de convidados ilustres, um claro indicativo do prestígio da escola.

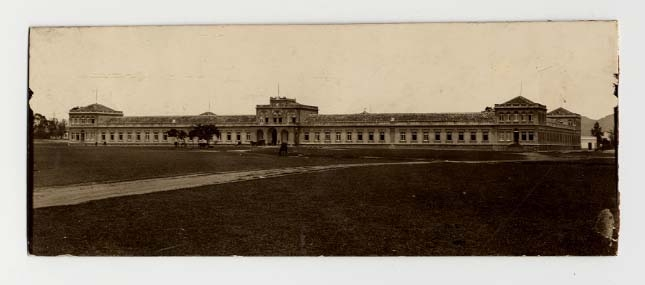
O prédio da Escola Militar em torno de 1910. Foto de Virgilio Calegari.

Com efeito, desde sua fundação em 1851, na ausência de universidades na província, e com um corpo docente muito capaz e bem relacionado, a Escola Militar assumiu o papel de um dos protagonistas na formação da opinião pública, ocupando um espaço análogo ao das faculdades de Direito de Recife e São Paulo e da Escola Central do Rio de Janeiro na difusão de ideias inovadoras. Fechada no início da Guerra do Paraguai em 1864, a escola retomou suas atividades em 1874, numa época em que já se desenhava uma grande crise no sistema de governo, na economia, na religião e na cultura e a busca por alternativas reformistas e renovadoras alimentava um debate incessante e candente, a Escola Militar funcionou como um importante centro de fermentação, de onde sairiam muitos líderes.
Apesar de sua vinculação à escola, os membros da Culto às Letras não se identificavam como militares, mas como intelectuais progressistas ocupados com temas de amplo escopo, interessados por uma cultura erudita baseada na filosofia, nas ciências e na literatura. A sociedade ganhou uma notável reputação em seu tempo não apenas na capital, mas também no interior e em outras províncias brasileiras, publicando uma revista mensal que circulou amplamente já a partir de outubro do mesmo ano. Na primeira edição, apresentava-se seu programa:
"Ao transpor o limiar da vasta arena, onde se debatem as grandes ideias filosóficas do século, em que a mentalidade positiva, num progressivo desenvolvimento, simboliza a síntese da atividade racional, na vasta escala dos conhecimentos, a Revista da Sociedade Literária e Científica Culto às Letras, sente que lhe falecem as forças ante a enormidade da luta que se trava entre o espírito filosófico dominante da época e os anacronismos teológicos que ainda infelizmente medram nas sociedades modernas. Ela representa no grande mundo jornalístico do nosso país um tentame na cruzada empreendida pelos representantes do progresso e da civilização hodiernos; é apenas um minguado produto dos esforços duma pequena fração da mocidade acadêmica brasileira que, inspirando-se nas ideias regeneradoras dos grandes mestres, vem contribuir, [...] para a propagação das luzes que se refletem no grande prisma da ciência universal, cujas múltiplas faces são os grandes atletas da Razão e da Ciência".
No mesmo programa se fazia menção ao positivismo como a síntese do espírito filosófico do tempo, "sistema que tão sábios preceitos tem traçado à marcha das ciências exatas, mas cuja aceitação em outros domínios está longe de ser consumada", refletindo um propósito de servir como divulgadora da filosofia que em breve ganharia grande penetração na elite da província e no Brasil. Na Escola Militar em particular, segundo Ernesto Seidl, o positivismo desempenharia "papel importante como elo entre uma fração mais escolarizada do oficialato e uma série de manifestações político-ideológicas cujo conteúdo principal giraria basicamente em torno da abolição do regime escravocrata e da noção de república, representando, sobretudo, uma mudança nas elites políticas imperiais. Porém, da mesma forma, ligaria com maior intensidade parte dessa oficialidade ao Partido Republicano de Júlio de Castilhos e levaria muitos oficiais a tomar parte na fundação de clubes e centros de propaganda republicana por toda a província do Rio Grande do Sul".
Apesar dessa ênfase, não seria a única linha de pensamento fomentada pela Culto às Letras. Diz Athos Damasceno que em suas fileiras militavam defensores de Darwin, Spencer, Heckel, Büchner, Hartmann "e outros empolgados todos do espírito cientificista da época", embora assim como outros analistas reconheça a inclinação geral positivista desse círculo, aplainando o terreno para a seguinte pregação de Júlio de Castilhos e seu grupo, que teriam um êxito retumbante pouco depois, assumindo o governo provincial, dominando as principais esferas da oficialidade rio-grandense e colorindo seu programa político.
A sua Revista Mensal trazia conteúdos filosóficos, políticos, artísticos, científicos, literários, poéticos, educativos e informativos, e teve muitos colaboradores, entre eles Inácio Antônio de Menezes, Augusto Ximeno de Villeroy, Alfredo Miller, Frederico Lisboa de Mara, Manuel Raimundo Cordeiro Júnior, Carlos de Iracema, João do Rego Barros, Martim Gonçalves Viana e Carlos de Carvalho. Damasceno acrescenta que "por muitos títulos — a categoria intelectual dos seus diretores, redatores e colaboradores, a qualidade de seus textos, a oportunidade de suas postulações, o esmero de sua apresentação gráfica — a Revista Mensal haveria de colocar-se em posição de realce e conceituar-se logo como publicação de saliente porte na esfera das letras rio-grandenses". Contudo, teve circulação irregular e vida breve, sendo descontinuada em 1881. Em 1882 a Sociedade Culto às Letras foi incorporada pela Sociedade Ensaios Literários, uma dissidência do Partenon Literário. O Colégio Militar de Porto Alegre, organizado em 1912 a partir da antiga Escola Militar, considera a Culto às Letras uma das primeiras antecessoras da atual Sociedade Esportiva e Literária.